# Regierung Chifley I
Die Regierung Chiffey I regierte Australien vom 13. Juli 1945 bis zum 1. November 1946. Es handelte sich um eine Regierung der Labor Party, der alle Minister angehörten.
Die beiden Vorgängerregierungen wurde ebenfalls von Labor gestellt. Premierminister John Curtin starb am 5. Juli 1945, sein Nachfolger wurde für eine Woche Frank Forde, bisher Armeeminister und stellvertretender Premierminister. Labor wählte Ben Chifley zum Vorsitzenden, der dann auch ab 13. Juli als Premierminister einer Labor-Regierung folgte. Bei der Parlamentswahl am 28. September 1946 verlor die Labor Party 6 Sitze im Repräsentantenhaus, verfügte mit 43 von 75 Sitzen aber noch immer über eine klare Mehrheit. Im Senat gewann Labor 11 Sitze hinzu und stellte 33 der 36 Senatoren. Chifley blieb Premierminister der von Labor gestellten Nachfolgeregierung.

## Ministerliste
| Minister                                   | Minister           | Minister                           | Minister |
| Amt                                        | Minister           | Amtszeit                           | Bild     |
| ------------------------------------------ | ------------------ | ---------------------------------- | -------- |
| Premierminister                            | Ben Chifley        | 13. Juli 1945 – 1. November 1946   |          |
| Schatzminister                             | Ben Chifley        | 13. Juli 1945 – 1. November 1946   |          |
| Armeeminister                              | Frank Forde        | 13. Juli 1945 – 1. November 1946   |          |
| Generalstaatsanwalt                        | Herbert Vere Evatt | 13. Juli 1945 – 1. November 1946   |          |
| Außenminister                              | Herbert Vere Evatt | 13. Juli 1945 – 1. November 1946   |          |
| Verteidigungsminister                      | Jack Beasley       | 13. Mai 1945 – 14. August 1946     |          |
| Verteidigungsminister                      | Frank Forde        | 15. August 1946 – 1. November 1946 |          |
| Marineminister                             | Norman Makin       | 13. Mai 1945 – 15. August 1946     |          |
| Marineminister                             | Arthur Drakeford   | 15. August 1946 – 1. November 1946 |          |
| Munitionsminister                          | Norman Makin       | 13. Mai 1945 – 15. August 1946     |          |
| Munitionsminister                          | John Dedman        | 15. August 1946 – 1. November 1946 |          |
| Minister für Flugzeugproduktion            | Norman Makin       | 13. Mai 1945 – 15. August 1946     |          |
| Minister für Flugzeugproduktion            | John Dedman        | 15. August 1946 – 1. November 1946 |          |
| Minister für Handel und Zölle              | Richard Keane      | 13. Mai 1945 – 26. April 1946      |          |
| Minister für Handel und Zölle              | John Dedman        | 29. April 1946 – 18. Juni 1946     |          |
| Minister für Handel und Zölle              | James Fraser       | 18. Juni 1946 – 1. November 1946   |          |
| Minister für Arbeit und Wehrpflicht        | Jack Holloway      | 13. Mai 1945 – 1. November 1946    |          |
| Minister für die Luftwaffe                 | Arthur Drakeford   | 13. Mai 1945 – 1. November 1946    |          |
| Minister für die Luftfahrt                 | Arthur Drakeford   | 13. Mai 1945 – 1. November 1946    |          |
| Minister für Wirtschaft und Landwirtschaft | William Scully     | 13. Mai 1945 – 1. November 1946    |          |
| Minister für Versorgung und Schifffahrt    | Bill Ashley        | 13. Mai 1945 – 1. November 1946    |          |
| Minister für Nachkriegs-Wiederaufbau       | John Dedman        | 13. Mai 1945 – 1. November 1946    |          |
| Forschungsminister                         | John Dedman        | 13. Mai 1945 – 1. November 1946    |          |
| Vizepräsident des Executive Council        | Joe Collings       | 13. Mai 1945 – 1. November 1946    |          |
| Verkehrsminister                           | Eddie Ward         | 13. Mai 1945 – 1. November 1946    |          |
| Minister für die Außenterritorien          | Eddie Ward         | 13. Mai 1945 – 1. November 1946    |          |
| Gesundheitsminister                        | James Fraser       | 13. Mai 1945 – 18. Juni 1946       |          |
| Gesundheitsminister                        | Nick McKenna       | 18. Juni 1946 – 1. November 1946   |          |
| Sozialminister                             | James Fraser       | 13. Mai 1945 – 18. Juni 1946       |          |
| Sozialminister                             | Nick McKenna       | 18. Juni 1946 – 1. November 1946   |          |
| Minister für Repatriierung                 | Charles Frost      | 13. Mai 1945 – 1. November 1946    |          |
| Minister für Bauen und Wohnraum            | Bert Lazzarini     | 13. Mai 1945 – 1. November 1946    |          |
| Minister für Heimatschutz                  | Bert Lazzarini     | 13. Mai 1945 – 1. November 1946    |          |
| Generalpostmeister                         | Don Cameron        | 13. Mai 1945 – 1. November 1946    |          |
| Minister für Einwanderung                  | Arthur Calwell     | 13. Mai 1945 – 1. November 1946    |          |
| Informationsminister                       | Arthur Calwell     | 13. Mai 1945 – 1. November 1946    |          |
| Innenminister                              | Herbert Johnson    | 13. Mai 1945 – 1. November 1946    |          |
| Assistant Minister                         |                    |                                    |          |
| Assistant Minister für Bauen und Wohnraum  | Herbert Johnson    | 13. Mai 1945 – 1. November 1946    |          |